# Lijst van vijanden van Batman
Dit is een lijst van vijanden van Batman en zijn medestrijders, exclusief de vijanden die voor media buiten de strips gecreëerd zijn en vijanden die tot nu toe relatief onbekend zijn. De lijst is op te delen in meerdere categorieën: superschurken en gethematiseerde criminelen (de zogenaamde "freaks"); "normale" gangsters en misdadigers; en corrupte ambtenaren. Deze zijn vervolgens gerangschikt op volgorde van de eerste verschijning van het personage.

## De "freaks": superschurken en gethematiseerde criminelen

### Voornaamste schurkengalerij
| Schurk            | Datum van eerste publicatie                              | Omschrijving |
| ----------------- | -------------------------------------------------------- | --- |
| Hugo Strange      | februari 1940                                            | Professor Hugo Strange is een krankzinnige psycholoog en chemicus die onder meer in staat is mensen door middel van genetische manipulatie in enorme menseneters te veranderen en Batmans ware identiteit kent. Hij heeft zijn dood al meerdere keren in scène gezet. |
| The Joker         | Voorjaar 1940                                            | De Joker is een crimineel met een clownachtig uiterlijk, waar hij dankbaar gebruik van maakt. Hij ziet zichzelf als Batmans grootste vijand omdat zij in feite elkaars tegenovergestelden zijn. Hij is verantwoordelijk voor meerdere doden en ernstig gewonden onder Batmans bondgenoten. |
| Catwoman          | Voorjaar 1940                                            | Selina Kyle liet zich door Batman inspireren om een als kat verklede inbreekster en juwelendief te worden. Geleidelijk aan groeide er een sterke liefdesverhouding tussen haar en Batman en nam ze meer de rol van een superheldin aan. |
| Clayface I        | juni 1940                                                | Basil Karlo was een acteur die de identiteit van zijn rol Clayface uit een horrorfilm aannam en een seriemoordenaar werd. Later nam hij de krachten van nieuwere Clayfaces over en werd hij de sterkste van hen allemaal. |
| The Scarecrow     | Najaar 1941                                              | Professor Jonathan Crane was oorspronkelijk een psycholoog met een obsessie voor angst. Met behulp van een vogelverschrikkerskostuum en een speciaal gas dat angstaanjagende hallucinaties opwekt pleegt hij misdaden. |
| The Penguin       | december 1941                                            | Oswald Chesterfield Cobblepot, een kleine dikke man met een lange neus, ziet zichzelf als "de gentleman van de misdaad". Vanwege zijn uiterlijk en zijn excentrieke kleding draagt hij de bijnaam Penguin. Verder heeft hij veel paraplu's met verborgen wapens en is hij dol op vogels. In latere jaren opende hij een nachtclub, The Iceberg Lounge, waardoor hij meer een gangster dan een dief werd.                                    |
| Two-Face          | augustus 1942                                            | Harvey Dent was oorspronkelijk openbaar aanklager. Toen Salvatore Maroni de linkerhelft van zijn gezicht verminkte kreeg Dent last van een gespleten persoonlijkheid en werd hij een misdadiger, geobsedeerd door het getal twee. Grote beslissingen neemt hij door te tossen met een munt. |
| Solomon Grundy    | oktober 1944                                             | Cyrus Gold werd vermoord in een moeras bij Gotham, waardoor hij in een oersterke zombie veranderde. In eerste instantie was hij een vijand van Alan Scott (de eerste Green Lantern), maar in latere jaren kwam hij ook met andere helden zoals Batman in aanraking. |
| The Mad Hatter    | oktober 1948                                             | Jervis Tetch is een voormalig wetenschapper, geobsedeerd door Alice in Wonderland. Als de Mad Hatter tracht hij vaak mensen in een soort hypnotische toestand te krijgen. |
| The Riddler       | oktober 1948                                             | Edward Nygma (ware naam mogelijk Edward Nashton) heeft de obsessieve neiging om Batman uit te dagen door bij zijn misdaden aanwijzingen achter te laten in de vorm van raadsels. Sinds kort heeft hij zijn misdadige carrière schijnbaar vaarwel gezegd en is hij werkzaam als privédetective. |
| Deadshot          | juni 1950                                                | Floyd Lawton is een van 's werelds beste beroepsmoordenaars. |
| Killer Moth       | februari 1951                                            | Drury Walker, alias Cameron von Cleer was een anti-Batman, die criminelen juist te hulp kwam in ruil voor geld. Na zijn ziel verkocht te hebben veranderde hij in het monster Charaxes. |
| Firefly           | juni 1952                                                | Garfield Lynns is een pyromaan met een vlammenwerper en een vuurbestendige uitrusting. |
| The Mad Hatter II | april 1956                                               | Lange tijd waarde er een andere Mad Hatter rond in Gotham die beweerde Jervis Tetch te zijn, hoewel hij qua uiterlijk niet op hem leek en een sterke obsessie voor hoeden had. Deze bedrieger verdween later uit beeld toen de echte Tetch weer verscheen. |
| Calendar Man      | september 1958                                           | Julian Gregory Day is geobsedeerd door misdaden die overeenkomen met data of met speciale dagen. |
| Mr. Freeze        | februari 1959 (als Mr. Zero)                             | Dr. Victor Fries was een expert op het gebied van cryonisme en trachtte zijn gestorven vrouw Nora in te vriezen. Hierbij kreeg hij een ongeluk waardoor hij alleen nog maar in temperaturen onder nul kan overleven, zodat hij een speciaal pak moet dragen. Met behulp van een ijsgeweer en andere wapens pleegt hij misdaden om wraak te nemen of om aan geld te komen om zijn vrouw alsnog te redden of zijn kostuum werkende te houden. |
| Clayface II       | december 1961                                            | Matt Hagen was een schattenjager die in radioactief protoplasma terechtkwam, waardoor hij in alle vormen veranderen kon. Tijdens de Crisis on Infinite Earths kwam hij echter om. |
| Catman            | januari 1963                                             | Thomas Blake was rijk geworden als wereldberoemde vanger van junglekatten, en werd uit verveling een inbreker met een kattenobsessie. Zijn kostuum zou hem negen levens geven. Sinds kort is hij meer een edelmoedige antiheld dan een schurk. |
| Cluemaster        | mei 1966                                                 | Arthur Brown is een voormalig spelletjespresentator die op de plaatsen van zijn misdaden aanwijzingen achterlaat. Hij is de vader van de Spoiler. |
| Poison Ivy        | juni 1966                                                | Pamela Lillian Isley kan plantenleven controleren en manipuleren en beschermt hen zo fel dat ze in staat is tot moord. Een enkele keer staat ze alsnog aan Batmans kant. |
| Copperhead        | juni 1968                                                | John Doe is een crimineel in een slangenpak die ervan houdt om met behulp van zijn vechtkunsten, wurgingen en vergiftigingen mensen te vermoorden. |
| Man-Bat           | juni 1970                                                | Dr. Kirk Langstrom verandert, door een poging om zijn gehoor met een sonar te versterken, met een bepaalde regelmaat in een grote kruising tussen mens en vleermuis, wat hem dan Batmans vijand maakt. Als wetenschapper helpt hij Batman ook vaak. |
| Talia al Ghul     | mei 1971                                                 | Talia al Ghul, alias Talia Head is de dochter van Ra's al Ghul en een geliefde van Batman. In latere jaren raakt ze vervreemd van Ra's en wordt ze meer een antiheldin. |
| Ra's al Ghul      | juni 1971                                                | Ra's al Ghul is eeuwenoude eco-terrorist. Door zijn Lazarus Pits kan hij eeuwenlang leven en met zijn League of Assassins kan hij overal ter wereld opereren. |
| Clayface III      | juli 1978                                                | Preston Payne probeerde zichzelf door een bloedmonster van Matt Hagen gezond te krijgen, maar veranderde in een Clayface, die in staat was anderen te doen smelten als hij ze aanraakte. |
| Maxie Zeus        | mei 1979                                                 | Maximilian Zeus is een voormalig geschiedenisleraar en een krankzinnige bendeleider, geobsedeerd door de Griekse mythologie. Hij ziet zichzelf als Zeus en gebruikt daarom veelal elektrische wapens. |
| Deathstroke       | december 1980                                            | Slade Wilson is een gemuteerde moordenaar die vecht tegen de Teen Titans en Batman. Hij gebruikt bij het vechten zijn vechtstok en zwaard. |
| Killer Croc       | februari 1983                                            | Waylon Jones is een voormalig alligatorworstelaar die door een mutatie een reptielachtig lichaam heeft gekregen. |
| Black Mask        | augustus 1985                                            | Roman Sionis haat Bruce Wayne en leidde in eerste instantie de False Face Society. Later kreeg hij een groot deel van de onderwereld van Gotham in handen, alvorens door Catwoman vermoord te worden. Recentelijk is er een nieuwe, onbekende Black Mask opgedoken. |
| Clayface IV       | juli 1987                                                | Sondra Fuller heeft dezelfde eigenschappen als Matt Hagen, maar kan ook de superkrachten van degene die ze nadoet imiteren. Ze kreeg een relatie met Preston Payne. |
| Ventriloquist     | februari 1988                                            | Arnold Wesker is een kalme buikspreker met een tweede persoonlijkheid die zich uit via de buikspreekpop Scarface, die een machtige gangsterbaas is. Wesker werd recentelijk gedood. |
| KGBeast           | maart 1988                                               | Anatoli Knyazev is een zeer fanatieke Russische moordenaar, die onder meer trachtte Ronald Reagan te vermoorden. |
| Anarky            | november 1989                                            | Lonnie Machin was al twaalf jaar toen hij als Anarky begon. Hoewel hij goede doeleinden heeft hanteert hij zeer gewelddadige methoden en gelooft hij sterk in anarchie. |
| Victor Zsasz      | juni 1992                                                | Victor Zsasz is een seriemoordenaar die zijn aantal slachtoffers bijhoudt door met een mes op zijn eigen lichaam te turven. Later wordt hij ook ingezet door gangsters. |
| Bane              | januari 1993                                             | Een onbekende gevangene uit Zuid-Amerika werd als proefkonijn gebruikt en ontwikkelde hierdoor een enorme kracht. Eenmaal ontsnapt was zijn eerste doel Batman verslaan, waar hij zelfs in slaagde. |
| Clayface V        | januari 1998                                             | Cassius Payne is de zoon van Preston Payne en Sondra Fuller. Hij werd van zijn ouders weggenomen en in een regeringslaboratorium opgeborgen. |
| Claything         | januari 1998                                             | Claything, alias Clayface VI ontstond toen een huidmonster van Cassius Payne versmolt met Dr. Malley, waarna alles smolt waar hij naar keek. Uiteindelijk werd hij vernietigd. |
| Harley Quinn      | oktober 1999 (maar verscheen al in 1992 op de televisie) | Dr. Harleen Quinzel was een psychologe in Arkham Asylum, die verliefd werd op de Joker en daarom een soortgelijke identiteit aannam. |
| Hush              | november 2002                                            | Chirurg Dr. Thomas Elliott, een jeugdvriend van Bruce Wayne, die in werkelijkheid zijn oude vriend bleek te haten. Hij bevecht Batman door middel van strategische manipulaties. |
| Clayface VII      | juni 2003                                                | Johnny Williams is een brandweerman die na een explosie in een chemische fabriek muteerde tot Clayface. Later kwam hij tot inkeer en hielp Batman voor zijn dood tegen Hush. |
| Ventriloquist II  | maart 2007                                               | Peyton Reilly, bijgenaamd Sugar, nam Scarface over na de dood van Arnold Wesker, en is zelfs een betere buikspreekster. Haar verhouding tot Scarface lijkt op die van Harley Quinn en de Joker. |

### Kleinere doch belangrijke schurken
| Schurk            | Datum eerste publicatie                             | Omschrijving |
| ----------------- | --------------------------------------------------- | --- |
| Doctor Death      | juli 1939                                           | Dr. Karl Hellfern ontwikkelt en verhandelt onconventionele wapens zoals gifgassen. Hij was Batmans eerste superschurk, en werd hierom in latere jaren nog enkele keren teruggebracht. |
| The Monk          | september 1939                                      | Niccolai Tepes is een vampier, gehuld in een rood gewaad met kap. Hij was Batmans eerste bovennatuurlijke vijand. |
| Red Hood I        | februari 1951                                       | Een onbekende medewerker van een fabriek besloot zijn werkgevers te bestelen maar werd door Batman opgewacht, waarop hij uiteindelijk in een vat chemicaliën viel. Hoewel de precieze toedracht vaak verschilt is dit vrijwel altijd de man die in de Joker veranderde. |
| Professor Milo    | september 1957                                      | Achilles Milo is een kwaadaardige chemicus. In de recente verhalen van Grant Morrison zijn oude confrontaties van Batman met Milo de oorzaak van bepaalde hallucinaties, die zo de controversiële sciencefictionverhalen uit de jaren 50 verklaren. |
| The Clock King    | augustus 1969                                       | William Tockman besloot een bank te beroven waarbij hij de timing van de kluis bestudeerde. Dit deed hij vanwege het nog korte leven van zijn invalide zus. Echter werd Tockman gestopt door Green Arrow. Later werd Clock King ook een vijand van Batman. |
| Doctor Hurt       | juni 1963, maar keerde terug als een schurk in 2008 | In de Batman-strip Robin Dies at Dawn kreeg een psychiater tien dagen toegang tot Batmans geest. Jaren later keert de man terug als Simon Hurt, leider van de Black Glove, en blijkt hij een post-hypnotische suggestie in Batmans geest achtergelaten te hebben om hem mentaal uit te schakelen. Hurts ware identiteit was in eerste instantie een raadsel. Hij claimde Thomas Wayne te zijn, die zijn dood in scène zou hebben gezet, wat Batman noch Alfred Pennyworth geloofden. Sommigen, zoals de Joker, zeiden dat hij de Duivel zelf was. In Batman & Robin #16 bleek hij Batmans duivelaanbiddende voorvader, die ook Thomas Wayne heette, te zijn. |
| The Terrible Trio | januari 1964                                        | Warren Lawford, Armand Lydecker, en Gunther Hardwicke zijn wetenschappers die bij hun misdaden cartoonmaskers dragen van een vos, haai en gier. |
| Doctor Phosphorus | mei 1977                                            | Alexander Sartorius veranderde door een radioactief ongeluk in een doorschijnende, brandende figuur. |
| Nocturna          | augustus 1983                                       | Natalia Knight is een dievegge en manipulator die met Batmans gevoelens speelt. Geleidelijk aan kreeg ze echte gevoelens voor hem. In de jaren 80 was ze korte tijd een prominent personage. |
| The Wrath         | 1984                                                | De eerste Wrath was een zogenaamde Anti-Batman. Zijn ouders waren vermoord door James Gordon toen deze nog maar net agent was. Hierop ging de Wrath politieagenten vermoorden, hierbij veel methoden van Batman kopiërend. De tweede Wrath,Elliot Cardwell was oorspronkelijk de sidekick van de eerste, als een soort Robin. |
| Nyssa Raatko      | augustus 2003                                       | De dochter van Ra's al Ghul, tijdens de Tweede Wereldoorlog achtergelaten in een concentratiekamp. Nyssa overleefde en keerde uiteindelijk terug naar haar vader en vermoordde hem. Later werd ze zelf vermoord door de League of Assassins. |
| Red Hood II       | december 2004                                       | Jason Todd, de tweede Robin, bleek uiteindelijk weer te leven en kwam als Red Hood terug naar Gotham om criminelen met bruut geweld te bestrijden. Uiteindelijk gaf hij zijn identiteit prijs. |
| Lazara            | januari 2006, maar al in 1992 op de televisie       | Nora Fries werd uiteindelijk door haar man Mr. Freeze in een Lazarus Pit tot leven gebracht, maar door de vele behandelingen was ze gemuteerd en absorbeerde ze de krachten van de put. |
| Professor Pyg     | juli 2007                                           | Lazlo Valentin is een krankzinnige bendeleider met een varkensmasker en slagersmes. Hij verminkt zijn handlangers door hen een soort poppengezichten te geven. Hij is een vijand van de nieuwe Batman en Robin (Dick Grayson en Damian Wayne) en stond in een mogelijk toekomstbeeld ook tegenover Damian Wayne. |

## "Normale" misdadigers (gangsters, corrupte ambtenaren, bankberovers etc.)
| Schurk            | Datum eerste publicatie                          | Omschrijving |
| ----------------- | ------------------------------------------------ | --- |
| Joe Chill         | november 1939, maar pas bij naam genoemd in 1948 | De moordenaar van Bruce Waynes ouders. |
| Tony Zucco        | april 1940                                       | De moordenaar van Dick Graysons ouders, In sommige versies een kleine misdadiger, in andere een hoge gangster. Meestal heeft het te maken met een poging tot afpersing van het circus waar ze werkten, waarop Zucco de acrobatenact saboteert.                                               |
| Lex Luthor        | april 1940                                       | Aartsvijand van Superman, maar ook een vijand van Batman. Hij was verantwoordelijk voor de chaos in Gotham na een grote aardbeving. Na president van de Verenigde Staten te zijn geworden beschuldigde hij Bruce Wayne van moord. Dankzij Batman en Superman werd hij ontmaskerd en afgezet. |
| Salvatore Maroni  | augustus 1942                                    | De gangsterleider die Harvey Dent zuur in zijn gezicht wierp en hem zo in Two-Face veranderde. In de post-crisis was Maroni oorspronkelijk de belangrijkste rivaal van Falcone. |
| Lew Moxon         | november 1956                                    | In de Silver Age was Moxon een gangsterleider die Joe Chill betaalde om Thomas Wayne te vermoorden. |
| Harvey Bullock    | juni 1974                                        | Een corrupte rechercheur die in opdracht van burgemeester Hill de carrière van Gordon, ogenschijnlijk per ongeluk, saboteerde. Later bekeerde hij zich en schaarde zich aan de kant van Gordon. Neemt desondanks weleens steekpenningen aan.                                                 |
| Rupert Thorne     | mei 1977                                         | Leider van grote smokkelaarsbendes in Gotham. Hij is ook de baas van Matches Malone, wiens identiteit Batman later overneemt. |
| Hamilton Hill     | februari 1982                                    | Corrupte burgemeester die Thorne tegen Batman hielp en probeerde Gordon te ontslaan. |
| Arnold John Flass | februari 1987                                    | Zeer corrupte rechercheur die in Gordons eerste maanden in Gotham met hem samenwerkte. Werd later niet alleen ontmaskerd door Gordon, maar bleek over veel informatie te beschikken, zodat Gordon en Harvey Dent de corruptie nu sterk aan konden pakken.                                    |
| Gillian B. Loeb   | februari 1987                                    | Corrupte politiecommissaris met sterke connecties met Falcone. Wordt uiteindelijk ontmaskerd als Flass bekent, zodat hij ontslag moet nemen. |
| Carmine Falcone   | maart 1987                                       | Bijgenaamd The Roman. Voor Batmans opkomst in Gotham had deze maffialeider vrijwel heel Gotham in zijn zak. Maroni was zijn belangrijkste rivaal. |
| Henri Ducard      | april 1989                                       | Een van Batmans leermeesters op het terrein van misdaadbestrijding. Ducard blijkt jaren later volkomen amoreel: hij werkt net zo vaak voor als tegen criminelen. |
| Grogan            | 1992                                             | Opvolger van Loeb als commissaris, wat volgens Gordon eerder een verslechtering dan een verbetering is. |